# بار سور اوب
بار سور اوب (به فرانسوی: Bar-sur-Aube) یک کمون در فرانسه است که در اوب واقع شده‌است. بار سور اوب ۱۶٫۲۷ کیلومتر مربع مساحت دارد ۱۶۶ متر بالاتر از سطح دریا واقع شده‌است.

## خواهرخوانده
شهر گرنزهایم خواهرخواندهٔ بار سور اوب هست.